# Frälseränta
Frälseränta, en årlig återkommande ränta för fastighet. 
Frälseränta uppkom antingen genom att kronan till någon enskild överlämnade grundskatten till skattejord (skattefrälseränta), eller genom att en ägare med frälserätt sålde jord men behöll sin rätt till ränta motsvarande grundskatten (frälseskatteränta). I undantagfall uppstod frälseskattränta genom att jordägaren lämnade ifrån sig rätten till ränta men behöll äganderätten till jorden.